# Arctiinae
Sous-famille
Synonymes
- Arctides Leach, 1815
- Arctiidae Leach, 1815

Les Arctiinae (du grec αρκτος = ours) sont une sous-famille de lépidoptères (papillons) appartenant à la famille des Erebidae. Ils ont longtemps été eux-mêmes considérés comme une famille, appelée Arctiidae. 
Les Arctiinae sont souvent appelés « Écailles » en français. De nombreuses espèces ont des couleurs voyantes qui préviennent les oiseaux et autres prédateurs de leur toxicité. Leurs chenilles, très poilues, sont parfois appelées « chenilles hérissonnes »[réf. souhaitée].
On recense environ 11 000 espèces d'Arctiinae dans le monde, dont 6 000 dans l'écozone néotropicale[réf. souhaitée]. Une trentaine de genres sont représentés en France métropolitaine.

## Systématique
Le taxon actuellement appelé Arctiinae a été décrit pour la première fois en 1815 par le zoologiste britannique William Elford Leach, sous le nom d'Arctides. Avant de recevoir son rang actuel de sous-famille, il a pendant très longtemps été une famille, appelée Arctiidae.
Dans les années 2000, des études de phylogénie ont conduit à fortement remanier la classification des Noctuoidea : c'est alors que les Arctiidae ont été rétrogradés au rang de sous-famille (d'abord au sein de la famille des Noctuidae, puis de celle des Erebidae,), et ont pris le nom d'Arctiinae. Les sous-familles précédemment subordonnées aux Arctiidae (par exemple les anciens Arctiinae, Lithosiinae et Syntominae) ont dans le même temps été rétrogradées au rang de tribus au sein des nouveaux Arctiinae (désormais appelées Arctiini, Lithosiini et Syntomini).

## Liste des tribus
La sous-famille des Arctiinae est actuellement composée des quatre tribus suivantes :
- Lithosiini Billberg, 1820
- Amerilini Dubatolov, 2010
- Syntomini Herrich-Schäffer, 1846
- Arctiini Leach, 1815

## Caractéristiques
Une des caractéristiques essentielles dans cette sous-famille est la présence d'un organe résonnant au niveau du mésothorax. Cet organe présente des membranes qui, mises en vibration, produisent des ultrasons. On trouve aussi des organes tympaniques qui servent à l'audition. Ils sont assez largement répandus chez les lépidoptères mais ont une structure et une localisation particulières chez les Arctiidae. Les setae (phanères) des chenilles sont particulières, de même que la nervaison des ailes chez les adultes. Il existe aussi une paire de glandes au voisinage de l'ovipositeur des femelles.
Les sons sont émis au cours de l'accouplement ou bien sont utilisés comme moyens de défenses contre les prédateurs.
De nombreuses espèces conservent des substances vénéneuses ou au goût repoussant provenant de leurs plantes-hôtes. Certaines espèces peuvent synthétiser leur propre défense chimique. Comme substances les plus communes, on trouve des glycosides à effet cardiaque (cardenolides), des alcaloïdes pyrrolizidine, des pyrazines et des histamines. Ce sont en général les chenilles qui absorbent les substances chimiques qui sont ensuite conservées à l'état adulte mais ces derniers peuvent aussi en accumuler. Cette protection peut être transmises aux œufs et parfois du mâle à la femelle pour qu'elle puisse protéger les œufs. Les poils des chenilles de certaines espèces sont urticants en raison des histamines qu'ils contiennent.
Leur caractère vénéneux est annoncé par les couleurs vives (protection aposématique) des ailes postérieures, par des odeurs repoussantes, des postures inhabituelles ou chez les adultes par des ultrasons. Certains imitent simplement d'autres papillons toxiques ou ressemblent à des guêpes. Les ultrasons émis permettent aux prédateurs nocturnes d'apprendre à les éviter et peuvent perturber la précision de l'écholocation des papillons en vol par les chauves-souris.
La plupart des chenilles et des adultes sont actifs pendant la journée. Perturbées, les chenilles s'enroulent en spirale (la tête vers le centre).
Bien qu'elles puissent parfois pulluler, peu d'espèces produisent des dommages ayant une importance économique.